# Emfisema pulmonar
L'emfisema pulmonar és una malaltia pulmonar que malmet els sacs aeris (alvèols), provocant que els pulmons siguin menys capaços d'expandir-se i de contraure's a causa d'una pèrdua d'elasticitat. Els alvèols no poden contraure's completament i, per tant, són incapaços d'omplir-se d'aire fresc i brindar una deguda ventilació. L'emfisema és més sovint causat pel consum de tabac i l'exposició a llarg termini a la contaminació atmosfèrica.

## Classificació
L'emfisema es pot classificar en tipus primari i secundari. No obstant això, és més comunament classificat per la ubicació en panacinar i centroacinar, o centrolobel·lar i panlobel·lar).
- L'emfisema panacinar (o panlolobel·lar): L'acin respiratori, a partir dels bronquíols respiratoris als alvèols, s'ha expandit. Succeeix amb més freqüència en els lòbuls inferiors (en especial els segments basals) i en els marges anteriors dels pulmons.[1]
- L'emfisema centroacinar (o centrolobel·lar): El bronquíol respiratori (part proximal i central dels acins) s'ha expandit. Els acins distals o alvèols no s'han modificat. Succeeix amb més freqüència en els lòbuls superiors.[1]

Altres tipus inclouen l'emfisema acinar distal i l'emfisema irregular. Un tipus especial és l'emfisema lobar congènit.

## Causes
La majoria dels casos d'emfisema són causats pel tabaquisme. Els casos d'emfisema que són causats per altres etiologies es coneixen com a emfisema secundari.
En casos rars, l'emfisema es desenvolupa a causa d'una mutació genètica que condueix a la deficiència d'alfa-1-antitripsina.

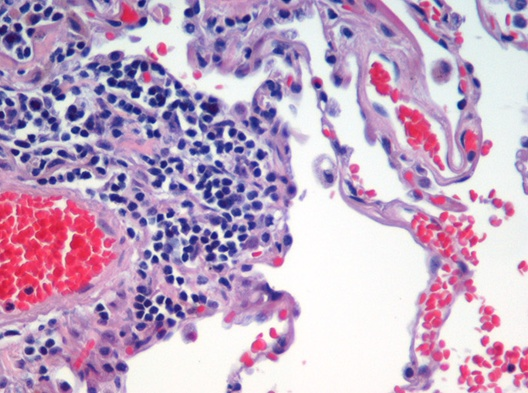
Teixit pulmonar d'un pacient amb emfisema pulmonar. Les cèl·lules vermelles són cèl·lules sanguínies, el nuclis són blaus-liles i la resta de material extracel·lular és de color rosa. Tinció d'HE.